# Ribja krivulja
Ribja krivulja je negativna nožiščna krivulja elipse, ki ima nožiščno točko v fokusu posebnega primera elipse z izsrednostjo enako {\displaystyle e^{2}={\frac {1}{2}}} . 
Njena oblika je podobna ribi in zato ima tudi takšno ime. 
V kartezičnem koordinatnem sistemu je enačba ribje krivulje:
{\displaystyle (2a^{4}+y)^{2}-2{\sqrt {2}}ax(2x^{2}-3y^{2})+2a^{2}(y^{2}-x^{2})=0\!\,.}
Če pa bi izhodišče premaknili do vozla, pa bi enačba imela obliko:
{\displaystyle (2x^{2}+y^{2})^{2}+2{\sqrt {2}}ax(2x^{2}-3y^{2})+2a^{2}(y^{2}-x^{2})=0} .  
Za elipso, ki ima parametrično obliko enačbe:
{\displaystyle x=\arccos(t)-{\frac {\arcsin ^{2}(t)}{\sqrt {2}}},y=\arccos(t)\sin(t)}
ima njena ribja krivulja obliko:
{\displaystyle x=\cos(t),y={\frac {\arcsin(t)}{\sqrt {2}}}\!\,.}

## Ploščina
Ploščina ribje krivulje je dana z:
{\displaystyle {\begin{aligned}p&={\frac {1}{2}}\left|\int (xy'-yx')\mathrm {d} t\right|\\&={\frac {1}{8}}a^{2}\left|\int \left[3\cos(t)+\cos(3t)+2{\sqrt {2}}\sin ^{2}t\right]\mathrm {d} t\right|\!\,.\end{aligned}}}
Pri tem pa je ploščina samo repa enaka:
{\displaystyle \mathbf {p} _{rep}=\left({\frac {2}{3}}-{\frac {\pi }{4{\sqrt {2}}}}\right)a^{2}}
ploščina celotne glave pa je:
{\displaystyle \mathbf {p} _{glava}=\left({\frac {2}{3}}+{\frac {\pi }{4{\sqrt {2}}}}\right)a^{2}}
Kar da za ploščino celotne ribje krivulje vrednost:
{\displaystyle p={\frac {4}{3}}a^{2}} .

## Ukrivljenost
Ukrivljenost ribje krivulje je podana z obrazcem:
{\displaystyle K(t)={\frac {2{\sqrt {2}}+3\cos(t)-\cos(3t)}{2a[\cos ^{4}t+\sin ^{2}t+\sin ^{4}t+{\sqrt {2}}\sin(t)\sin(2t)]^{\frac {3}{2}}}}}.

## Tangentni kot
Tangentni kot ribje krivulje je:
{\displaystyle \varphi (t)=\pi -\arg \left({\sqrt {2}}-1-{\frac {2}{(1+{\sqrt {2}})e^{it}-1}}\right)\!\,,}
kjer je
- {\displaystyle \arg(z)} kompleksni argument (funkcija, ki deluje nad kompleksnimi števili).